# Рубен Бладес
Рубен Бладес Белидо де Луна (шп. Rubén Blades Bellido de Luna; Град Панама, Панама, 16. јул 1948), познат као Рубен Бладес или Блејдс (енгл. Ruben Blades), америчко–панамски је позоришни, филмски и ТВ глумац, певач и продуцент.
Најуспешнији је музичар из Панаме. Поред компоновања музике и извођења салса песама, наступа као глумац (од 1983), активиста и политичар. Од 2020. године, добитник је 9 Греми награда (и има 17 номинација). Три пута номинован за америчку телевизијску награду Еми.
Његова глумачка каријера је почела 1983. године и наставља се до данас, понекад са вишегодишњим паузама када се Блејдс фокусира на друге пројекте. Има запажене улоге у филмовима као што су „Некомпатибилни снови” (1985), „Рат у пољу пасуља Милагро” (1988), „Настојник” (1991), „Предатор 2” (1990), „Боја ноћи” (1994), „Сигурна кућа” (2012), „Саветник” (2013) и „Руке од камена” (2016), као и три номинације за награду Еми за улоге у филмовима „Прича о Џозефини Бејкер” (1991), „Луд у срцу” (1992) и „Чудо Малдонадо” (2003). Такође је играо Данијела Салазара, главног лика у серији „Страх од ходајућих мртвака” (2015–2017; 2019–2023).